# Championnat du Malawi de football 2020-2021
Navigation
Saison précédente Saison suivante
La saison 2020-2021 du Championnat du Malawi de football est la trente-cinquième édition de la Super League, le championnat de première division malawite. Elle se déroule sous la forme d’une poule unique avec seize formations, qui s’affrontent à deux reprises. En fin de saison, les trois derniers du classement sont relégués et remplacés par les trois meilleurs clubs de deuxième division malawite.
Le club de FC Bullets est le tenant du titre.

## Déroulement de la saison
La saison 2020 devait débuter le 21 mars 2020, mais est reportée à cause de la pandémie de Covid-19 et finalement annulée. La nouvelle saison débute le 28 novembre 2020, et prend l'appellation Super League 2020-2021.
Vers mi-janvier 2021, le championnat est interrompu à cause d'une recrudescence de cas de Covid-19 dans le pays.
Le 18 mars 2021, l'annonce de tests des joueurs fait espérer une reprise de la compétition.
Le championnat reprend finalement le 2 avril 2021, à la 9e journée.

## Les clubs participants
- FC Bullets
- Moyale Barracks FC
- Blue Eagles FC
- Mzuzu University FC est renommé Mzuzu Warriors
- Silver Strikers
- Ekwendeni Hammers   - Promu de D2
- Chitipa United
- ADMARC Tigers
- Be Forward Wanderers renommé Mighty Wanderers en cours de saison
- Kamuzu Barracks FC
- Civil Services United
- Ntopwa FC
- Karonga United
- TN Stars Sunday
- Red Lions - Promu de D2
- MAFCO - Promu de D2

## Compétition

### Classement
| Rang | Équipe               | Pts | J  | G  | N  | P  | Bp | Bc | Diff |
| ---- | -------------------- | --- | -- | -- | -- | -- | -- | -- | ---- |
| 1    | FC Bullets T         | 62  | 30 | 18 | 8  | 4  | 51 | 18 | +33  |
| 2    | Silver Strikers      | 58  | 30 | 18 | 4  | 8  | 55 | 20 | +35  |
| 3    | Mighty Wanderers     | 55  | 30 | 15 | 10 | 5  | 38 | 20 | +18  |
| 4    | Civil Service United | 48  | 30 | 12 | 12 | 6  | 37 | 26 | +11  |
| 5    | Karonga United       | 46  | 30 | 12 | 10 | 8  | 35 | 26 | +9   |
| 6    | Moyale Barracks FC   | 65  | 30 | 12 | 10 | 8  | 30 | 32 | -2   |
| 7    | TN Stars Sunday      | 43  | 30 | 12 | 7  | 11 | 28 | 41 | -13  |
| 8    | MAFCO P              | 42  | 30 | 10 | 12 | 8  | 31 | 29 | +2   |
| 9    | Ekwendeni Hammers P  | 41  | 30 | 11 | 8  | 11 | 33 | 31 | +2   |
| 10   | Kamuzu Barracks FC   | 41  | 30 | 10 | 11 | 9  | 29 | 31 | -2   |
| 11   | Red Lions P          | 35  | 30 | 9  | 8  | 13 | 27 | 31 | -4   |
| 12   | Blue Eagles FC       | 32  | 30 | 7  | 11 | 12 | 29 | 29 | 0    |
| 13   | Azam Tigers          | 32  | 30 | 8  | 8  | 14 | 24 | 33 | -9   |
| 14   | Chitipa United       | 32  | 30 | 9  | 5  | 16 | 23 | 41 | -18  |
| 15   | Ntopwa FC            | 21  | 30 | 5  | 6  | 19 | 28 | 56 | -28  |
| 16   | Mzuzu Warriors       | 18  | 30 | 4  | 6  | 20 | 18 | 52 | -34  |

|  | Qualification pour la Ligue des champions de la CAF 2021-2022                            |
|  | Qualification pour la Coupe de la confédération 2021-2022                                |
|  | Relégation directe en deuxième division                                                  |
|  | T : Tenant du titre C : Vainqueur de la Coupe du Malawi P : Club promu de Premier League |

- Le championnat se terminant après la date limite d'inscription aux compétitions continentales, c'est le classement au 1er août qui est pris en compte pour les qualifications. FC Bullets représentera le pays en Ligue des champions.

## Bilan de la saison
| Championnat du Malawi de football 2020-2021                        |                        |
| Champion                                                           | FC Bullets (15e titre) |
| Coupes et trophées                                                 |                        |
| Vainqueur de la Coupe du Malawi 2020-2021                          | Silver Strikers        |
| Qualifications continentales                                       |                        |
| Ligue des champions de la CAF 2021-2022                            | FC Bullets             |
| Coupe de la confédération 2021-2022                                | aucun                  |
| Promotions et relégations                                          |                        |
| Promus en Super League                                             | Rumphi United          |
| Promus en Super League                                             | Dedza Dynamos          |
| Promus en Super League                                             | Sable Farming          |
| Relégués en Championnat du Malawi de football de deuxième division | Chitipa United         |
| Relégués en Championnat du Malawi de football de deuxième division | Ntopwa FC              |
| Relégués en Championnat du Malawi de football de deuxième division | Mzuzu Warriors         |